# Szynszyla mała
Szynszyla mała (Chinchilla laniger) – endemiczny gatunek gryzonia z rodziny szynszylowatych, o pięknym futrze uznawanym za najlepsze i najbardziej miękkie oraz jedno z najcenniejszych na świecie, które na przestrzeni ostatnich 200 lat było głównym powodem masowych polowań na te zwierzęta. Dzika, rabunkowa gospodarka łowiecka doprowadziła do wybicia niemal całej populacji szynszyli na wolności. C. langiera żyje obecnie niemal wyłącznie na terenie Rezerwatu Narodowego Las Chinchillas (hiszp. Reserva Nacional Las Chinchillas) – rezerwatu położonego w okolicy miasta Illapel w chilijskiej prowincji Choapa – oraz w 42 koloniach rozsianych w jego okolicy. Szynszyla mała jest obecnie zaliczana przez Międzynarodową Unię Ochrony Przyrody (IUCN) do gatunków krytycznie zagrożonych na wolności.

## Historia odkrycia i badań

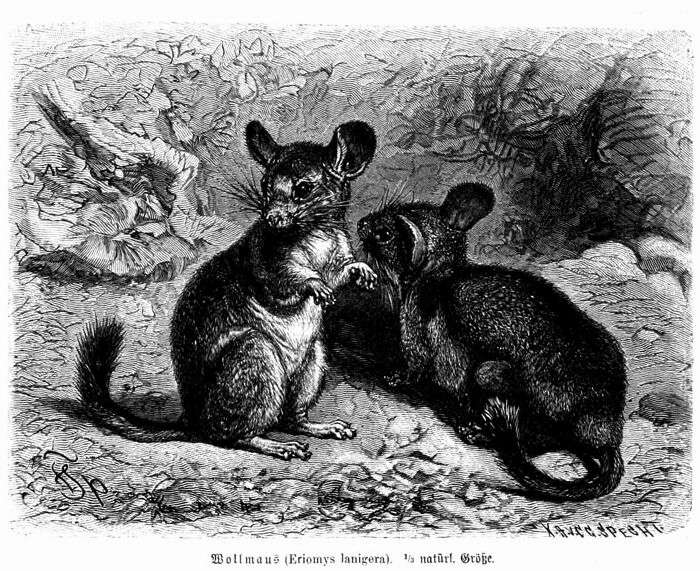
Eriomys lanigera ryc. „Brehms Tierleben”, (1883)

Indianie od wieków wykorzystywali skórki szynszyli do wykonania okryć wierzchnich. Z czasem ubiory wykonane z futer szynszyli stały się oznaką luksusu. Na zwierzęta o pięknym futrze zwrócili także uwagę Europejczycy. Pierwsza pisemna wzmianka na temat szynszyli pojawiła się w wydanej w Sewilli w 1590 roku Historia Natural y Moral de las Indias. Jej autor, hiszpański jezuita José de Acosta, opisuje, że „...chinchillas to kolejny gatunek małych zwierząt jak wiewiórka; mają futra cudownie miękkie...”.
W 1782 roku jako pierwszy badacz szynszylę opisał w swojej Historii natury w Chile chilijski jezuita i naturalista Juan Ignacio Molina. Kolejnym solidnym opisem gatunku była wydana w 1846 roku słynna praca George’a Waterhouse’a Historia naturalna ssaków.

## Systematyka

Przedstawiciele rodzaju Chinchilla

Chinchilla jest nazwą rodzajową dla dwóch żyjących współcześnie gatunków: szynszyli małej (Chinchilla lanigera), oraz szynszyli krótkoogonowej (Chinchilla chinchilla lub Chinchilla brevicaudata) określanej również jako Bolivian chinchilla, Peruvian chinchilla lub Royal chinchilla. Literatura zoologiczna na temat gatunków szynszyli jest nieuporządkowana i w przeszłości była dość skąpa, a w 1937 roku Theodor Bidlingmaier wspominał jedynie o zauważalnych różnicach morfologicznych poszczególnych kolonii i lokalizacji. Gryzonie z rodzaju Chinchilla zostały przez człowieka przetrzebione i nie można obecnie stwierdzić, czy w niedalekiej przeszłości nie istniały odrębne gatunki lub podgatunki szynszyli.
Po przeprowadzeniu porównawczych badań genetycznych osobników z kolonii żyjących w okolicach Auco, z szynszylami z rejonu Talca naukowcy stwierdzili, że różnice w budowie genetycznej między poszczególnymi populacjami żyjącymi na wolności są duże. Zdaniem badaczy forma udomowiona szynszyli jest w rzeczywistości hybrydą powstałą w wyniku krzyżowania gatunków z rodzaju Chinchilla, prawdopodobnie C. lanigera z C. chinchilla (C. brevicaudata). Wobec tego faktu, a także znacznych różnic, jakie po udomowieniu tych Chinchilla zachodzą na skutek inbredu, uzasadnione byłoby używanie odrębnego określenia dla formy szynszyli udomowionych. Mimo licznych aluzji w literaturze zoologicznej formalnie nie została przyjęta żadna odmienna forma nazewnictwa dla szynszyli hodowlanej.

### Etymologia
W 1782 roku Juan Ignacio Molina opisał szynszylę jako Mus laniger od: mys (μυς), czyli „mysz”, oraz (łac.) lanigier znaczącego „wełnisty” „włochaty”. W 1829 roku Bennett zaproponował dla tego rodzaju nazwę Chinchilla korygując równocześnie epitet gatunkowy do formy żeńskiej: lanigera. Niektórzy zoolodzy nie zgadzają się z tym utrzymując, że używana winna być forma Chinchilla laniger. Nowa nazwa rodzajowa chinchilla wywodziła się z nazewnictwa lokalnego, a źródłosłów prawdopodobnie pochodził ze zbitki używanych w języku keczua słów: „chin” (cichy, milczący) i „sinchi” (silny, odważny) z sufiksem typowym dla zdrobnień „lla”, co w rezultacie dawało określenie cech zwierzęcia: silne, ciche, małe. Inna teoria mówi o tym, że nazwa chinchilla mogła pochodzić od nazwy chilijskich Indian Chincha i w zestawieniu z sufiksem zmiękczającym „lla” oznacza „mały Chincha”.

## Genetyka
Garnitur chromosomowy C. lanigera tworzą 64 chromosomy.

## Budowa ciała

### Morfologia
Szynszyla mała ma wielkość niedużego królika. Okazy żyjące na wolności są wyraźnie mniejsze od znanych z warunków hodowlanych. U szynszyli zaznacza się dymorfizm płciowy w rozmiarach ciała zwierząt – samice są nieznacznie większe od samców.
|                    | masa            | przedział |
| ------------------ | --------------- | --------- |
| samce na wolności  | (średnia) 412 g | 369–493 g |
| samice na wolności | (średnia) 422 g | 379–450 g |
| samce w hodowli    | do 600 g        |           |
| samice w hodowli   | do 800 g        |           |

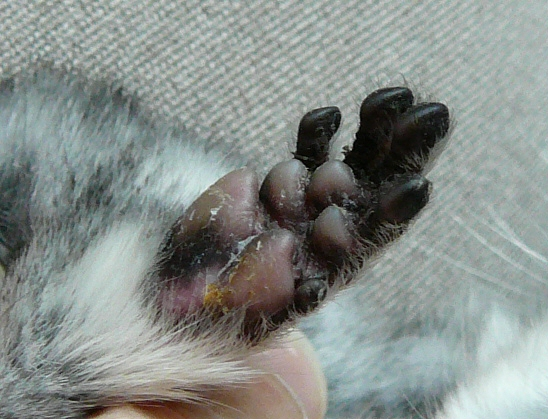
Łapa przednia

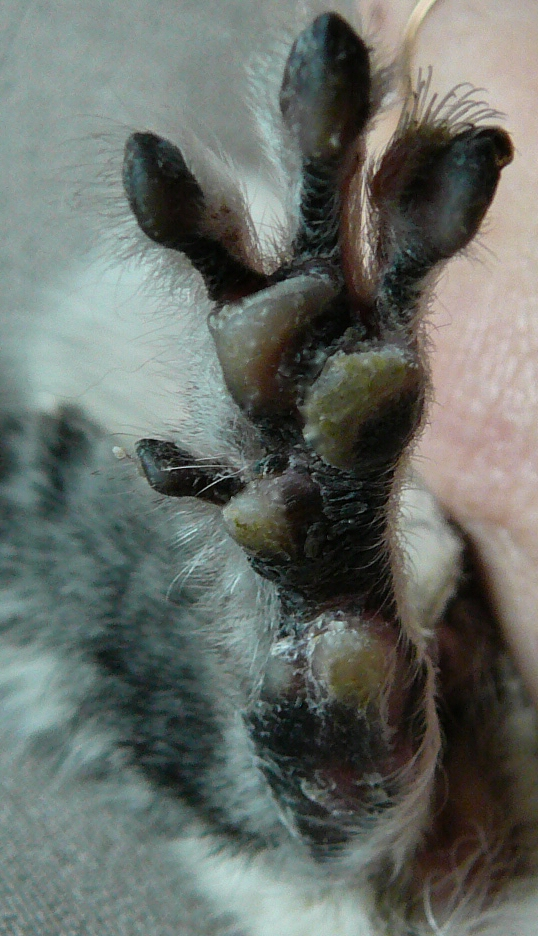
Łapa tylna

Czaszka szynszyli małej jest szeroka. Uszy są duże (45–48 mm), owalne, pokryte krótką, rzadką sierścią. Przedne łapy są mocno zredukowane i wyposażone w 5 palców. Mocne łapy tylne, na końcu porośnięte sztywną szczeciniastą sierścią, są zakończone 3 głównymi palcami. Czwarty, boczny, jest słabo rozwinięty. Pazury szynszyli są krótkie.
C. lanigera ma gęste, bardzo miękkie futro, o sierści długiej na 2–4 cm. W naturze włosy części grzbietowej mają kolor niebieskawoszary i srebrnoszary, a na części brzusznej żółtobiały. Sierść jest bardzo gęsta, bowiem rośnie w pęczkach po 50–75 włosów z jednego mieszka włosowego. Wyjątkowa jedwabistość, gęstość i barwa futer szynszyli jest przyczyną ogromnego popytu na produkowane z nich wyroby, a w rezultacie wybicia ogromnych populacji i zagrożeniem dla istnienia gatunku. C. lanigera ma obfite, długie na około 10–13 cm wibryssy. Ogon jest długi porośnięty szorstką sierścią o włosie krótszym u nasady ogona (30–40 mm), a dłuższym przy jego końcu (50–60 mm). Samice C. lanigera mają dwie pary sutków na piersiach, zaś samice udomowione mają także jeszcze jedną parę zlokalizowaną w pachwinie.
Szynszyla mała ma uzębienie o charakterze hypsodontycznym (wysokokoronowe), co oznacza zęby o krótkich korzeniach i masywnej koronie. Wzór zębowy: {\displaystyle {\tfrac {1013}{1013}}}. Zęby rosną przez całe życie zwierzęcia. Siekacze rosną o 5–7,5 cm rocznie. Ciemnożółta barwa uzębienia jest traktowana jako oznaka zdrowia zwierząt.

## Fizjologia
Temperatura ciała szynszyli małej zawiera się w przedziale 38–39 °C. Temperatura ciała szynszyli z hodowli mierzona w odbycie wynosi: 35,8 °C dla samców, a 36,4 °C dla samic. Puls: 100–150 na minutę. Mocz C. lanigera jest mocno skoncentrowany. Nie stwierdzono zmniejszania się stężenia jonów sodu w moczu przy okresowym ograniczeniu dostępu do wody i pożywienia. Odchody są ciemne, podłużne i twarde, średnio o długości 8,6 mm, a przekroju 3,9 mm. Wymiary zależą jednak od wieku i wielkości osobnika, a także od płci. Kał samców jest dłuższy i węższy. Szynszyle dbają o higienę sierści. Czyszczą ją, „kąpiąc” się w piasku. W tym celu pozostawiają w okolicy wejścia do nory koło o promieniu około 40 cm, który służy za wannę do tych kąpieli.

## Tryb życia
Szynszyle małe wiodą życie na otwartej przestrzeni, w szczelinach skalnych, grotach, małych przedsionkach tworzących się w usypiskach kamieni. Prowadzą nocny tryb życia. Są bardzo socjalne i rodzinne, co widać choćby w sprawowaniu opieki nad baraszkującymi młodymi przez obydwoje rodziców. Matki często podsuwają swym pociechom kawałki pożywienia. Kiedy widzą zagrożenie, stają jednak agresywne w stosunku do nieprzyjaciela. Stroszą sierść, szczerzą zęby, a w niewoli starają się także polać przeciwnika moczem.

### Cykl życiowy
Owulacja u samicy C. lanigera trwa średnio 48 godzin, zaś pełny cykl średnio około 38,1 dnia. Ciąża trwa 105–118 dni (średnio 111). Stwierdzono, że u samic w niewoli owulacja jest spontaniczna, czasem następuje nawet przed otwarciem pochwy. Poród zazwyczaj zaczyna się wczesnym rankiem. Po porodzie samica zjada łożysko. Udomowiona szynszyla rodzi zazwyczaj w okresie od maja do listopada (na półkuli południowej) lub od listopada do maja (na półkuli północnej). Zazwyczaj miot liczy od 1 do 6 młodych, najczęściej 2–3. Proporcja płci u noworodków (samce:samice) wynosi od 1,1 do 1,24 – w zależności od badanej populacji. Śmiertelność przy porodzie wynosi 10,4%. Noworodki mają otwarte oczy, pełne uzębienie, ważą średnio 52 g, a ich skórę pokrywa futro. Po godzinie od porodu młode zaczynają samodzielnie chodzić. Matka karmi je mlekiem przez pierwsze 6–8 tygodni życia, ale po pierwszym tygodniu zjadają już stały pokarm. Malce zazwyczaj piją mleko matki leżąc na plecach. Dolną wiekową granicą zdolności do samodzielnego przeżycia jest 25 dni. Wymiana sierści na „dorosłą” zachodzi po 2 miesiącach życia. Młode szynszyle ważą już wówczas średnio 342,9 g. Dojrzałość płciową C. lanigera osiąga zazwyczaj po 8 miesiącach, ale może ona nastąpić wcześniej – nawet po pierwszych 5,5 miesiąca życia.
Długość życia tych gryzoni na wolności dochodzi do 6 lat, choć niektóre źródła wspominają o maksymalnym wieku 10 lat. W hodowli C. lanigera dożywają nawet do 20 lat.

### Struktura społeczna
C. lanigera jest zwierzęciem stadnym. Żyje w koloniach liczących od kilku do kilkuset osobników, ale tylko dwie znane zoologom populacje mają liczebność rzędu 450–500 sztuk. Poszczególne kolonie zajmują zwykle powierzchnię 1,5 do 113,5 ha, przy przeciętnym zagęszczeniu rzędu 4,37 zwierząt na hektar. Wielkość kolonii nie jest zmienna między okresami o małej i dużej ilości opadów.

### Znakowanie terenu
C. lanigera oznaczają swoje terytorium moczem.

### Głos
Szynszyle komunikują się za pomocą wydawanych dźwięków. Sygnały te są zróżnicowane i poszczególne dźwięki można przypisać do konkretnych znaczeń. Hodowcy rozróżniają dźwięki komunikacji między dorosłymi szynszylami, sygnały alarmowe dla stada, dźwięki komunikacji matki z młodymi, wyrażające zdenerwowanie i inne.

## Rozmieszczenie geograficzne

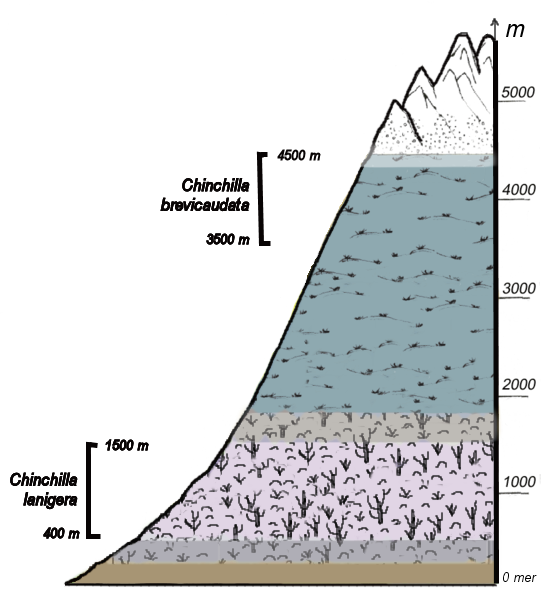
Strefy zamieszkania gatunków Chinchilla w Andach

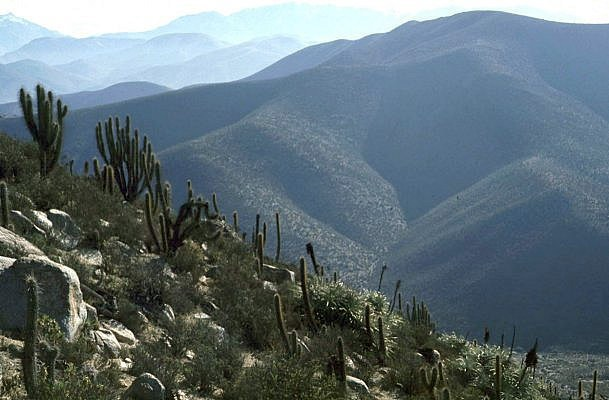
Środowisko naturalne C. lanigera w okolicy chilijskiego Auco

Niewiele wiadomo o historycznych miejscach rozmieszczenia populacji C. lanigera, bowiem przez dziesięciolecia gatunek był tępiony przez człowieka, a nie prowadzono szczegółowych badań populacji na wolności.
Dzika populacja C. lanigera żyje w Rezerwacie Narodowym Las Chinchillas (hiszp. Reserva Nacional Las Chinchillas) – rezerwacie położonym w okolicy miasta Illapel w chilijskiej prowincji Choapa (region Coquimbo) – oraz w okolicy chilijskiego La Higuera położonego 100 km na północ od Coquimbo. Zoolodzy w przeszłości odnotowywali także występowanie dzikich szynszyli w okolicach Talca i na północy Chile aż po granicę z Peru. W połowie XIX wieku nie znajdywano kolonii szynszyli dalej na południe Chile niż do rzeki Choapa. Zdecydowana większość dzikich C. lanigera jest jednak skupiona w 42 koloniach rozsianych dookoła Las Chinchillas Nacional Reserve.
Nie są znane żadne ślady kopalne C. lanigera.

## Ekologia
C. lanigera jest roślinożercą. W skład jego menu wchodzą części około 24 gatunków roślin: krzewów, traw, ziół, sukulentów i nasion. Szynszyle chętnie wybierają pożywienie bogate we włókna, a z małą zawartością ligniny (drzewnika). Do ulubionych roślin należą trawy  – Nassella chilensis oraz Stipa plumosa. Poza nimi szynszyle chętnie zjadają części krzewów: Lobelia polyphylla, Heliotropium stenophyllum, Proustia cuneifolia, Bridgesia incisifolia i Portieria chilensis. Wśród roślin zielnych uznaniem cieszą się także Oxalis carnosa i paproć Adiantum chiliensis, z sukulentów – Puya berteroniana. Podczas posiłku szynszyle siedzą wyprostowane, trzymając zjadany pokarm w przednich łapach. Zmienność menu uzależniona jest od pór roku i obfitości opadów w poszczególnych latach. Pora sucha trwa w Chile od października do kwietnia, zaś opady są stosunkowo częstsze między majem a sierpniem.
Do drapieżników polujących na szynszyle należy kolpeo, którego łupem padają zarówno młode jak i dorosłe osobniki, oraz polujący raczej tylko na młode szynszyle puchacz magellański.
Na wolności szynszyle często zapadają na pasożytniczą chorobę Chagasa (trypanosomozę), która wywoływana jest przez świdrowca amerykańskiego przenoszonego na te zwierzęta przez pluskwiaki Triatoma spinali. Wyniki kilku niezależnych badań wskazują, że od 20 do 40% populacji w okolicy Auco zapadało na tę chorobę. W komercyjnej hodowli w Brazylii stwierdzono u hodowanych osobników C. lanigera kilka gatunków pasożytów: ogoniastka jelitowego (pierwotniak z grupy wiciowców), chorobotwórcze pierwotniaki Cryptosporidium oraz Eimeria chinchillae z grupy apikompleksów.

### Siedlisko
Naturalnym miejscem życia C. lanigera są jałowe, spieczone, surowe zbocza gór w północno-centralnym Chile na wysokości od ok. 400 do 1650 m n.p.m. Tereny te są skaliste i piaszczyste, rzadko porośnięte krzewami, ziołami, kaktusami, sukulentami. Szynszyle chętnie penetrują szczeliny i dziury między skałami, które mogą dawać ochronę przed drapieżnikami. Tereny zajmowane przez poszczególne kolonie zajmują zwykle od 1,5 do 113,5 ha. Większość z nich liczy mniej niż 50 osobników, żadna nie przekracza 500 szt. Kolonie, które są zlokalizowane blisko Rezerwatu Narodowego Las Chinchillas, żyją bliżej siebie.
Szynszyle budują swoje nory w pobliżu skał. Główny korytarz wiedzie od wejścia do obszernej komory pełniącej funkcję sypialni. W okresach porodu sypialnia zamienia się w gniazdo wyścielone miękkim, jadalnym materiałem. Często jest nim siano, choć w gniazdach znaleźć można także strąki motylkowatego Balsamocarpon brevifolium czy owoce kaktusa.

## Znaczenie gospodarcze
Jako pierwsi zalety skór z szynszyli docenili żyjący w Chile Indianie Chincha. Polowali na te zwierzęta zaspokajając potrzebę tworzenia ciepłych ubiorów. Wraz z nastaniem ery białych ludzi zagrożenie dla gatunku wzrosło. Przemysłowe polowania rozpoczęły się w północnym Chile w 1828 roku. Osgood cytuje relację Thomasa Bridgesa z 1846 roku, opisującego masowe, zorganizowane polowania, podczas których lokalni, wyspecjalizowani myśliwi zwani „chinchillero” wykorzystywali fretki domowe do penetrowania nor szynszyli i wypłaszania ich na zewnątrz, gdzie zabijali je kijami lub łapali przy pomocy specjalnie do tego celu wytresowanych psów. Z roku na rok rosło zapotrzebowanie na dostawy skór do Europy i Ameryki Północnej. W latach 1900–1909 oficjalna liczba wyeksportowanych futer przekraczała średnio pół miliona sztuk rocznie. Ceny futer rosły, a populacja była intensywnie przetrzebniana. Z czasem światowy popyt na skóry szynszyli zaczął być zaspokajany przez powstające w Stanach Zjednoczonych i w Europie fermy hodowlane.

## Hodowla

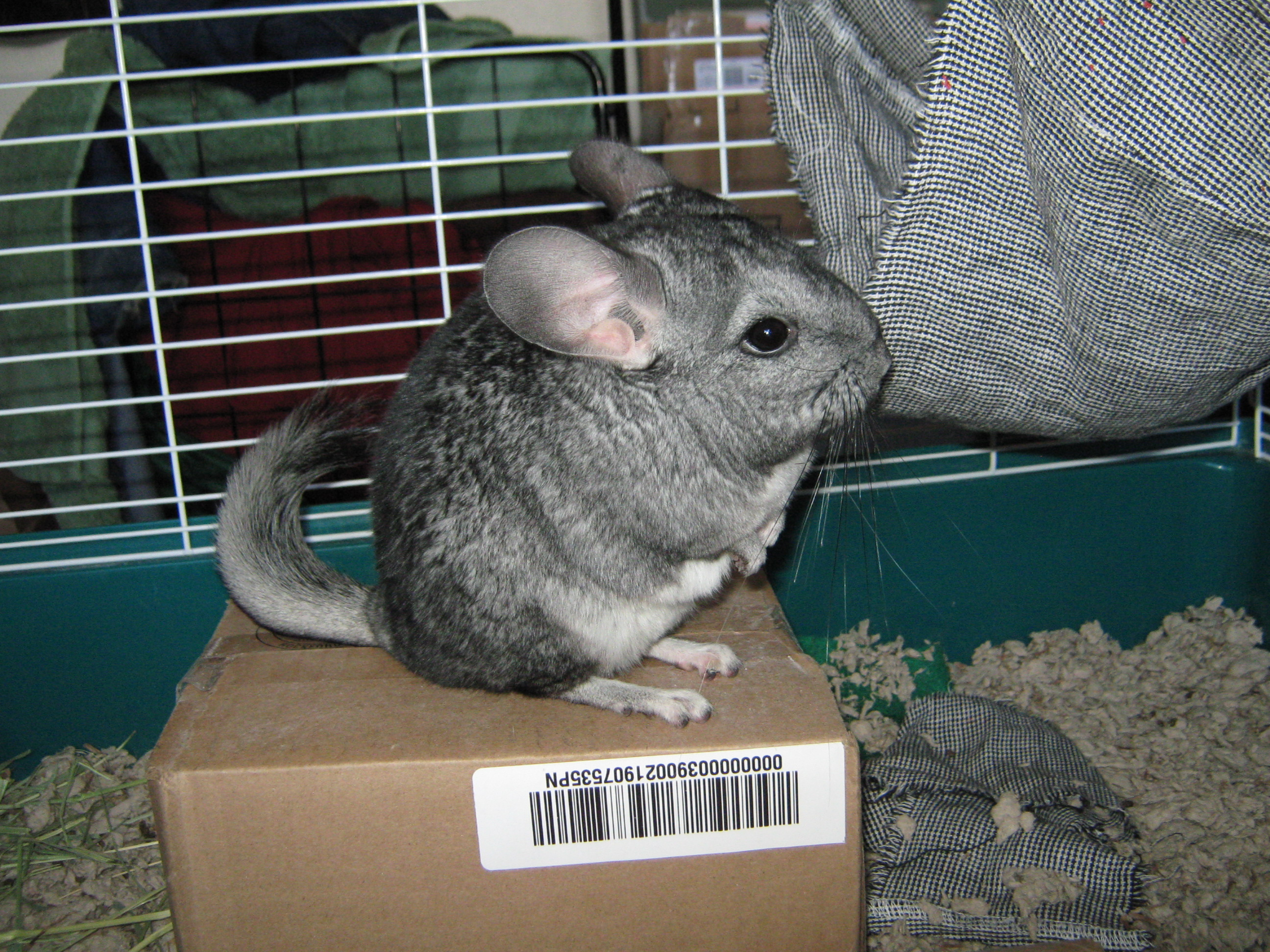
Szynszyla mała, odmiana barwna: standard

Historia hodowli Chinchilla lanigera miała początek w 1923 roku. W tym czasie Mathias F. Chapman, inżynier pracujący dla górniczej firmy Anaconda Copper Company, kończył swoje obowiązki w Chile i postanowił zabrać ze sobą do Stanów Zjednoczonych kilka żywych okazów z myślą o założeniu farmy produkującej te zwierzęta na skóry. Schwytał w górach, w okolicy Potrerillos 11 okazów: 3 samice i 9 samców. Podczas podróży statkiem jedno zwierzę zdechło, ale jedna z samic urodziła dwa młode. 21 lutego 1923 roku Chapman dotarł ze zwierzętami do USA. Pierwsza farmę szynszyli założył w Tehachapi w Kalifornii. Stąd pochodziły wszystkie C. lanigera, które dały później początek hodowlom w Stanach Zjednoczonych i w Europie. Mathias Chapman zmarł 26 grudnia 1934. Kilka ze zwierząt przywiezionych z Chile przeżyło go. Theodor Bidlingmaier wspominał w 1937 roku o pięciu funkcjonujących w Chile rodzimych licencjonowanych farmach szynszyli. Dwie z nich należały do korporacji ze Stanów Zjednoczonych.
Początek hodowli C. lanigera w Polsce dała ferma Władysława Rżewskiego w Grywałdzie. Zwierzęta zostały sprowadzone z Kanady. Szynszyla odmiany mutacyjnej „polski beż” pojawiła się po raz pierwszy w roku 1958 na fermie Rżewskiego. Pierwsza szynszyla – samiec – miała jasny, kremowy odcień barwy futra i bladoczerwone oczy sprawiające wrażenie przezroczystych. W roku 1999 ta rodzima odmiana mutacyjna została objęta ochroną zasobów genetycznych ras rodzimych. W chwili obecnej szynszyla beżowa utrzymywana jest na pięciu fermach.

### Hodowla hobbystyczna
Szynszyle stały się również cenionym zwierzęciem w domowych hodowlach hobbystycznych. Ich łatwość w adaptacji do zmiennych warunków sprawia, że mogą być i są hodowane w wielu częściach świata. Zasadniczo wszystkie hodowane w domach szynszyle są potomkami gromadki sprowadzonej przez Chapmana do USA.

#### Warunki do hodowli
Temperatura otoczenia powinna się kształtować 17–25 °C, przy wilgotności powietrza poniżej 50%.
Klatka. Małe stada powinny mieć przestrzeń (np. klatka, terrarium, kombinacja akwarium i klatki) o wymiarach nie mniejszych niż: długość 1 m, wysokość 0,5 m. Klatka powinna być wyposażona w półki i mieć podwieszone tekturowe tuby o średnicy 10–13 cm.
Poidło na wodę – najlepiej kulkowe, twarde i umocowane na zewnątrz klatki. Szynszyla pije około 25–50 ml wody na dobę.
Karma – specjalistyczne pokarmy można nabyć w sklepach zoologicznych; podawane w stabilnej (raczej porcelanowej niż plastikowej) miseczce na karmę. Idealny skład karmy powinien zawierać się w formule: 10–20% białka, 2–5% tłuszczu oraz 15–35% włókna. Dzienne orientacyjne spożycie karmy przez jedną szynszylę to około 30 g. Dodatki w postaci orzechów, orzechów laskowych, ziaren słonecznika, suszonych jabłek, rodzynków powinny być ograniczane do maksimum 1 łyżki dziennie. Zmiana karmy powinna odbywać się stopniowo.
Konary do gryzienia – szynszyle, podobnie jak wiele innych gryzoni, potrzebują regularnie ścierać zęby.
Metalowa karuzela do biegania.
Specjalny piasek – do regularnych suchych kąpieli higienicznych (2-3 razy w tygodniu, przez około godzinę). Potrzebny jest piasek lub pył wulkaniczny oraz pojemnik, w którym kąpiele mogą być wykonywane. Wielkość pojemnika powinna być adekwatna do wielkości szynszyli, zwierzę powinno mieć swobodę poruszania, aby mogło wykonać pełny przewrót/obrót.

### Odmiany
| Oficjalna nazwa barwy | Nazwa polska     | Rok pojawienia się odmiany | Hodowca                                    | Informacje |
| --------------------- | ---------------- | -------------------------- | ------------------------------------------ | --- |
| Wilson White          | Biała Wilsona    | 1955                       | Blythe Wilson, Redding, Kalifornia, USA    | |
| Tower Beige           | Beżowy Towera    | 1960                       | Nick Tower, USA                            | |
| Gunning               | Czarna aksamitna | 1960–1961                  | Robert Gunning, Davenport, Waszyngton, USA | Najbardziej znana i najcenniejsza z dominujących mutacji. Charakteryzuje się czarnym umaszczeniem na głowie, karku i grzbiecie, na brzuchu występuje biały pas a boki mają kolor szary. Futerko w dotyku jest bardzo aksamitne. |
| Tasco                 |                  | 1964                       | Otto Munn, Teksas, USA                     | |
| French Blue           |                  | 1970                       | Jack French, Kansas, USA                   | |
| Busse                 |                  | 1962                       | Angle ranch, USA                           | |

| Oficjalna nazwa barwy             | Nazwa polska       | Rok pojawienia się odmiany             | Hodowca | Informacje |
| --------------------------------- | ------------------ | -------------------------------------- | --- | --- |
| Wellman Beige (ciemne oczy)       | Beżowa recesywna   | 1954                                   | | Ubarwienie nieco ciemniejsze niż u Rzewski Beige i Beige Recessive, okrywa ma lekki różowy odcień, oczy ciemnobrunatne. |
| Rzewski Beige (ciemne oczy)       | Beżowa polska      | 1958                                   | Władysław Rżewski, Grywałd, Polska                                                                                       | Barwa okrywy jasnobeżowa, biała na brzuchu. Oczy koloru czerwonej porzeczki. |
| Beige Recessive (czerwone oczy)   | Beżowa recesywna   | lata 60.                               | L. Sullivan & C.J. Reynolds, USA                                                                                         | |
| Albino                            | Biała albinotyczna | 1960+ (Denison), 1960–1961 (Blackburn) | Dennison oraz Blackburn                                                                                                  | Odmiana charakteryzuje się zupełnym brakiem pigmentacji włosów, skóry i oczu. Ubarwienie włosów jest zupełnie białe, oczy czerwone.                                                                                              |
| Charcoals (Ebony)                 | Węglowa            |                                        | Betty Broucke, Kalifornia; Wes Olson, Kalifornia; R. Somavia, Kalifornia; W. Pohl, Kalifornia; T. Ready, Kalifornia, USA | |
| Sakrison                          |                    | 1963                                   | Lloyd Sakrison, Minnesota, USA                                                                                           | |
| Stone White                       | Biała recesywna    | 1963                                   | Paul Stone, Oklahoma, USA                                                                                                | Odmiana nie cieszy się obecnie zainteresowaniem ze względu na wadliwą strukturę okrywy oraz wady genetyczne. |
| Larsen Sapphire                   | Szafirowa          | 1963–1965                              | Merle Larson, Indiana, USA                                                                                               | Odmiana ta posiada delikatne i gęste futro, z jedwabistym połyskiem i stalowoniebieskim kolorem, zaznaczonym woalem i białym brzuchem. Wadą tych zwierząt jest stosunkowo mała masa ciała – u dorosłych osobników średnio 350 g. |
| Lester Black (Midwest City Black) |                    | 1970                                   | M.W. Lester, Midwest City, Oklahoma, USA                                                                                 | |
| Treadwell Black                   |                    | 1962–1963                              | Fort Worth, Teksas, USA                                                                                                  | |
| Young Lavender-Brown              |                    | 1969                                   | Bobby Young, Bartlesville, Oklahoma                                                                                      | |
| Sullivan Violet (Lavender)        | Fioletowa          | 1967                                   | Rodezja, Południowa Afryka; Sullivan, Kalifornia, USA                                                                    | Zwierzęta mają ciemnofioletowy grzbiet, szaroniebieskie boki i biały brzuch. |

## Zagrożenia i ochrona
C. langiera należy do grona zwierząt uznanych przez Międzynarodową Unię Ochrony Przyrody (IUCN) za gatunki zagrożone i w „Czerwonej księdze gatunków zagrożonych” ma status CR – „krytycznie zagrożony”. Od pierwszej połowy XIX wieku szynszyle były masowo zabijane dla ich cennych skór. W 1929 roku władze Chile wprowadziły zakaz polowań, lecz przyczynił się on do dalszego wzrostu cen, co napędzało popyt. Kwitło kłusownictwo i przemyt skór. Chilijski badacz szynszyli Jaime E. Jiménez wskazuje, że gatunek został w 1953 roku uznany za gatunek wymarły na wolności.
W roku 1978 odkryto zachowane na wolności kolonie C. langiera, więc w 1983 utworzono pod egidą chilijskiego Związku Leśnictwa Narodowego CONAF (Corporación Nacional Forestal) Rezerwat Narodowy Las Chinchillas. C. langiera żyje obecnie niemal wyłącznie na terenie Parku Narodowego Szynszyli i w 42 koloniach rozsianych w jego okolicy, które liczą od kilkudziesięciu do maksimum 500 osobników. Jedynie 19 z 42 znanych kolonii objętych jest ochroną. Łączna populacja dzikich szynszyli jest szacowana na 2500–11 700 osobników i stale się zmniejsza. Jiménez wnioskował o poszerzenie granic Las Chinchillas Nacional Reserve. Mała kolonia w okolicy La Higuera nie uzyskała ochrony. Od 1991 roku dzikie populacje szynszyli są wpisane na listę CITES. W 2005 CONAF opublikowało „Narodowy plan ochrony chilijskiej szynszyli”.